# La Ferrière, Isère
La Ferrière d'Allevard là một xã thuộc tỉnh Isère, vùng Rhône-Alpes đông nam nước Pháp. Xã này nằm ở khu vực có độ cao trung bình 910 mét trên mực nước biển. 